# Autostrada A1dir

Die Autostrada A1dir, auch Diramazione Roma Nord und Diramazione Roma Sud (italienisch für Abzweig Roma Nord und Abzweig Roma Sud) genannt, sind zwei Autobahnabzweige, welche die Autobahnen A1 und GRA miteinander verbinden.

## Abzweig Roma nord (Fiano Romano-G.R.A.)
Der Abzweig (ital. Diramazione Roma nord) ist 23,1 Kilometer lang und verbindet die A1 mit der römischen Stadtautobahn A90, besser bekannt unter dem Namen GRA (Grande Raccordo Anulare).
Bis 1988, als die A1 südwärts verlängert wurde, war dieser Abschnitt Teil der A1, da diese am GRA endete. Verwaltet wird dieser Autobahnzweig von Autostrade per l’Italia, die auch den Rest der A1 betreut.
Auf 16 Kilometern zwischen Settebagni und der Einmündung in die A1 (Roma Nord) wurde die Autobahn bis 2011 sechsspurig ausgebaut und die neue Anschlussstelle Castelnuovo di Porto errichtet. Die Gesamtkosten des Projektes betrugen 141 Millionen Euro und sahen außerdem die Errichtung von 3,1 Kilometern Lärmschutzwänden sowie die Errichtung von 6 neuen Straßenüberquerungen vor.
Innerhalb von Autostrade per l’Italia existiert auch die Bezeichnung D18.

## Abzweig Roma sud (San Cesareo-G.R.A.)
Dieser Autobahnabzweig liegt im Süden der Stadt Rom und verbindet die A1 mit der A90. Er stellt so eine Verbindung der A1 südlich von Rom, mit der Stadtautobahn Roms dar.
Bis 1988 war dieser Streckenabschnitt der Beginn der A2. Da die Verbindung zwischen Roma Nord und Roma Sud errichtet wurde, wurde dieser Abschnitt zu einem Autobahnzweig.
Verwaltet wird er von Autostrade per l’Italia. Es existiert außerdem die Bezeichnung D19 für den Autobahnzweig.